# こおり鬼
こおり鬼（こおりおに、英語：freeze tag）とは子供の遊びの1つで、鬼ごっこから派生したものである。

## ルール
1. じゃんけんなどによって、参加者を鬼と子に分ける。鬼は1人の場合も複数の場合もある。
2. 鬼は決められただけ数をかぞえ、その間に子は逃げる。
3. 鬼は子を追いかける。子に触ることができた場合、子は凍った状態、つまり動くことができなくなる。この状態は、他の子に触ってもらうことで解かれる（凍った子の股の下をくぐることで解かれるというルールもある）。
4. 鬼が全ての子を凍った状態にできたら、ゲームは終わる。その他、皆が飽きてきた場合も同様に終了する。再度新しくゲームを始める場合は、前回最初に鬼に触られたものが鬼になる。

バナナ鬼のように、普通の鬼ごっことは異なり、鬼はゲームが終わるまで鬼のままである。鬼はよほど足が速くない限り、全員を凍った状態にすることは難しい。

## 地域特有のルール
- じゃんけんなどによって、参加者から鬼を決める。鬼は通常1人である。
- 鬼は決められただけ数をかぞえ、その間に子は逃げる。
- 鬼は子を追いかける。子に触ることができた場合、触られた子が新しい鬼となり鬼は子になってゲームを続ける（その場でずっと氷になっている場合もある）。
- 子は「こおり」と宣言することによって、鬼に触られても鬼の交代を免れることができる。ただし「こおり」を宣言した子はそれ以降凍った状態、つまり動くことができなくなる。この状態は、他の子に触ってもらうことで解かれる（自ら解除することができるというルールもある）。
- 「こおり」を宣言した状態で動くことおよび、他の全ての子が凍っている状態で唯一動ける子が「こおり」を宣言することは反則である。鬼が反則者へ交代するペナルティを与えられるのが通例である。
- 他の鬼ごっこと同様、ゲームの終了は規定されておらず皆が飽きてきた場合などに終了する。